# 울리타우주

울리타우주의 위치

울리타우주(카자흐어: Ұлытау облысы, 러시아어: Улытауская область)는 카자흐스탄 중부에 위치한 주로 주도는 제즈카즈간이다. 2022년 3월 16일에 카심조마르트 토카예프 카자흐스탄 대통령이 해당 행정 구역을 신설한다고 발표했다. 2022년 6월 8일을 기해 카라간다주에서 분리되어 신설되었다.